# Koinothrix pequenops
Genre
Espèce
Koinothrix pequenops, unique représentant du genre Koinothrix, est une espèce d'araignées aranéomorphes de la famille des Linyphiidae.

## Distribution
Cette espèce est endémique des îles du Cap-Vert. Elle se rencontre sur Santiago.

## Publication originale
- Jocqué, 1981 : Notes on African Linyphiidae (Araneida) I. A new genus from the Cape Verde Islands. Revue de Zoologie africaine, vol. 95, p. 829-832.